# Tiny Area Network
Tiny Area Network - TAN significa rede de área minúscula, ou Rede interna de pequeno porte em home (até quatro máquinas, ou conexões de pequenos dispositivos via bluetooth e infravermelho, como por exemplo entre celulares ou seus dispositivos, notebooks, etc.), difere-se, da LAN, MAN, WAN e da PAN.
Consiste em se ligar mais que uma máquina (em crossover por exemplo) em uma residência ou rede geralmente sem conceito comercial.
O termo é pouco aceito no meio técnico, além de pouco conhecido, e por isso muito pouco utilizado.